# Dodonaea stenophylla
Dodonaea stenophylla är en kinesträdsväxtart som beskrevs av Ferdinand von Mueller. Dodonaea stenophylla ingår i släktet Dodonaea och familjen kinesträdsväxter. Inga underarter finns listade i Catalogue of Life.